# Барри (собака)
Барри-спасатель, или просто Барри (нем. Barry der Menschenretter; (1800—1814) — собака породы, впоследствии ставшей известной как Сенбернар, которая работала в качестве собаки-спасателя в Швейцарии при монастыре Святого Бернарда. Порода, к которой принадлежал Барри, сильно отличалась от современных сенбернаров, и, несмотря на то, что в произведениях культуры Барри обычно изображается подобным нынешним собакам этой породы, на деле внешне он был совершенно не похож на них — в частности, имел тёмный окрас, вытянутую морду и был значительно менее плотно сложен. Барри является самым известным из описанных сенбернаров — за свою жизнь он спас как минимум сорок человек.
В Альпах есть перевал Большой Сен-Бернар. Когда-то здесь проходила дорога, связывающая Италию со странами Центральной Европы. Дорога эта была трудной и потому, что пролегла на высоте двух с половиной километров, и из-за погодных условий тех мест: неожиданно начинался буран и застигнутые в дороге путники часто теряли направление и гибли. Монахи давали приют в своей монастырской гостинице путникам, проходившим по перевалу, помогали попавшим в беду. Они вывели могучих и умных собак, получивших название сенбернаров, которые не боялись мороза и ветра и благодаря своему чутью они отыскивали засыпанных снегом и сбившихся с дороги людей.
Его имя и история неоднократно описывались в литературных и кинематографических произведениях, а на кладбище собак в Париже ему установлен памятник. С начала XIX века и по сей день одна из собак в монастыре Св. Бернара всегда носит имя Барри в его честь, и с 2004 года существует Фонд Барри, который был создан для того, чтобы взять на себя затраты, связанные с разведением собак этой породы в питомнике монастыря.

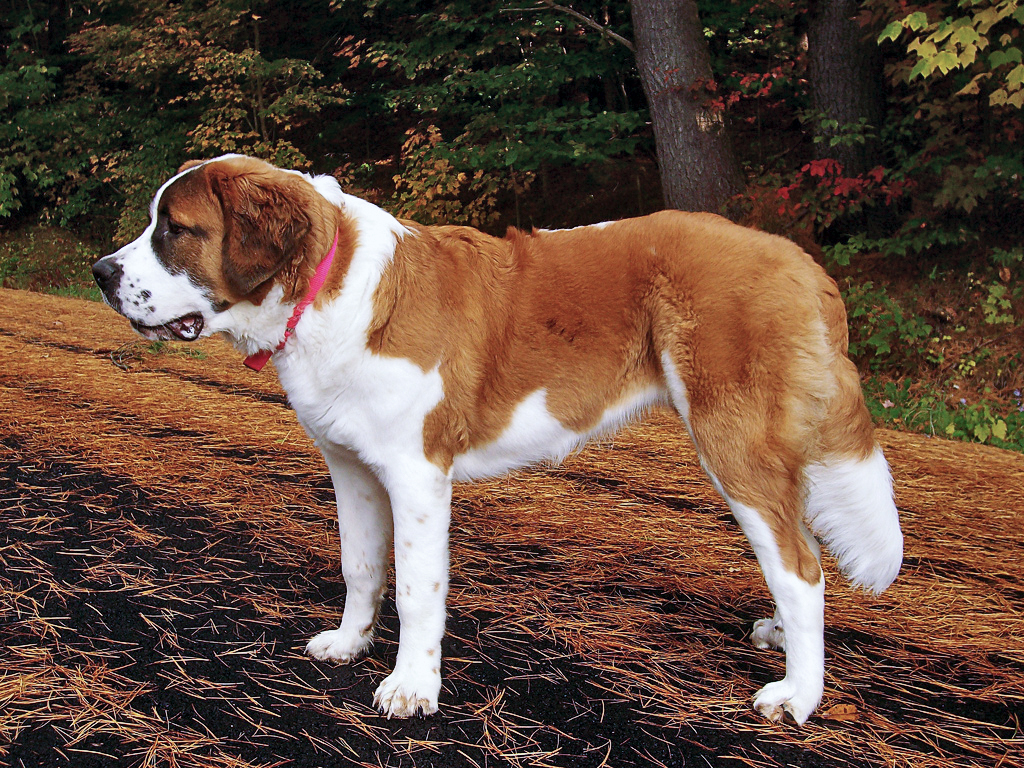
Современный сенбернар.

## История Барри

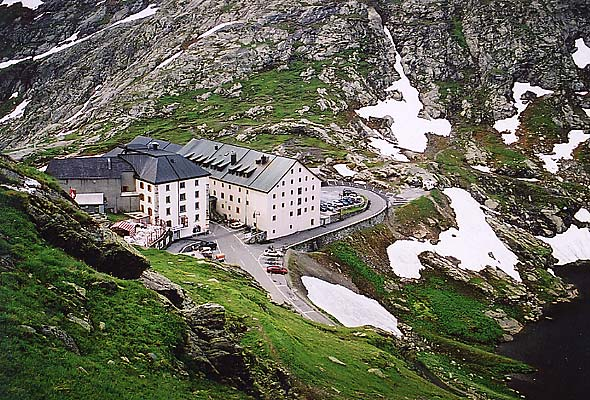
Монастырь св. Бернара.

Первое упоминание о собаке в архивах монастыря св. Бернара датируется 1707 годом и выглядит как «Собака была похоронена нами». Собаки, как полагают, были впервые привезены в монастырь в качестве сторожевых псов между 1660 и 1670 годами. Старые черепа из коллекции Бернского музея естественной истории показывают, что в монастыре жило как минимум два типа собак. В 1800 году, когда родился Барри, было известно, что в настоящее время используется особый вид собак, предназначенный для спасения людей на перевале. Эти собаки были известны под названием Küherhund, или пастушеские собаки.
Измерения сохранившегося тела Барри показывают, что он был меньше, чем современный сенбернар, весил порядка 40—45 килограммов (88—99 фунтов), тогда как современные собаки этой породы весят в среднем 65—85 килограммов (140—190 фунтов). Рост чучела Барри в настоящее время составляет порядка 64 сантиметров (25 дюймов), однако при жизни он был значительно ниже.

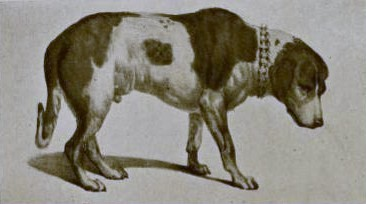
Рисунок, сохранённый в Бернском музее естественной истории, изображающий чучело Барри до модификации 1923 года.

За время жизни и спасательской деятельности Барри ему приписывается спасение порядка сорока человек, хотя эта цифра разнится в источниках различных лет. Самым известным из спасённых Барри людей был маленький мальчик. Барри обнаружил его умирающим от холода в ледяной пещере после схода лавины и уже находящимся без сознания; сначала собака облизала мальчика, чтобы отогреть его, а затем потащила по земле; через некоторое время мальчик смог забраться Барри на спину, и тот отнёс его в монастырь. Ребёнок выжил и был возвращён родителям, хотя другие источники указывают, что мать мальчика погибла во время схода той самой лавины, из-за которой сам он оказался в снежном плену. Конечно, сомнению можно подвергнуть и сам факт спасения — Бернский музей естественной истории оспаривает легенду, приписывая её Петеру Штетину, специалисту по сравнительной психологии:

Барри — лучшая из собак, лучшее из животных. Ты покидаешь монастырь с корзиной на шее в пургу, когда снег идёт не прекращаясь. Каждый день ты изучаешь горы в поисках несчастных, погребённых под лавинами. Ты выкапывал их и возвращал к жизни, а когда не мог, то бежал обратно в монастырь, чтобы дать монахам сигнал о помощи. Ты воскрешал людей. Ты мог быть с ними таким нежным, что даже маленький мальчик, которого ты откопал, не испугался тебя и держался за твою спину, пока ты нёс его в монастырь.

### Смерть

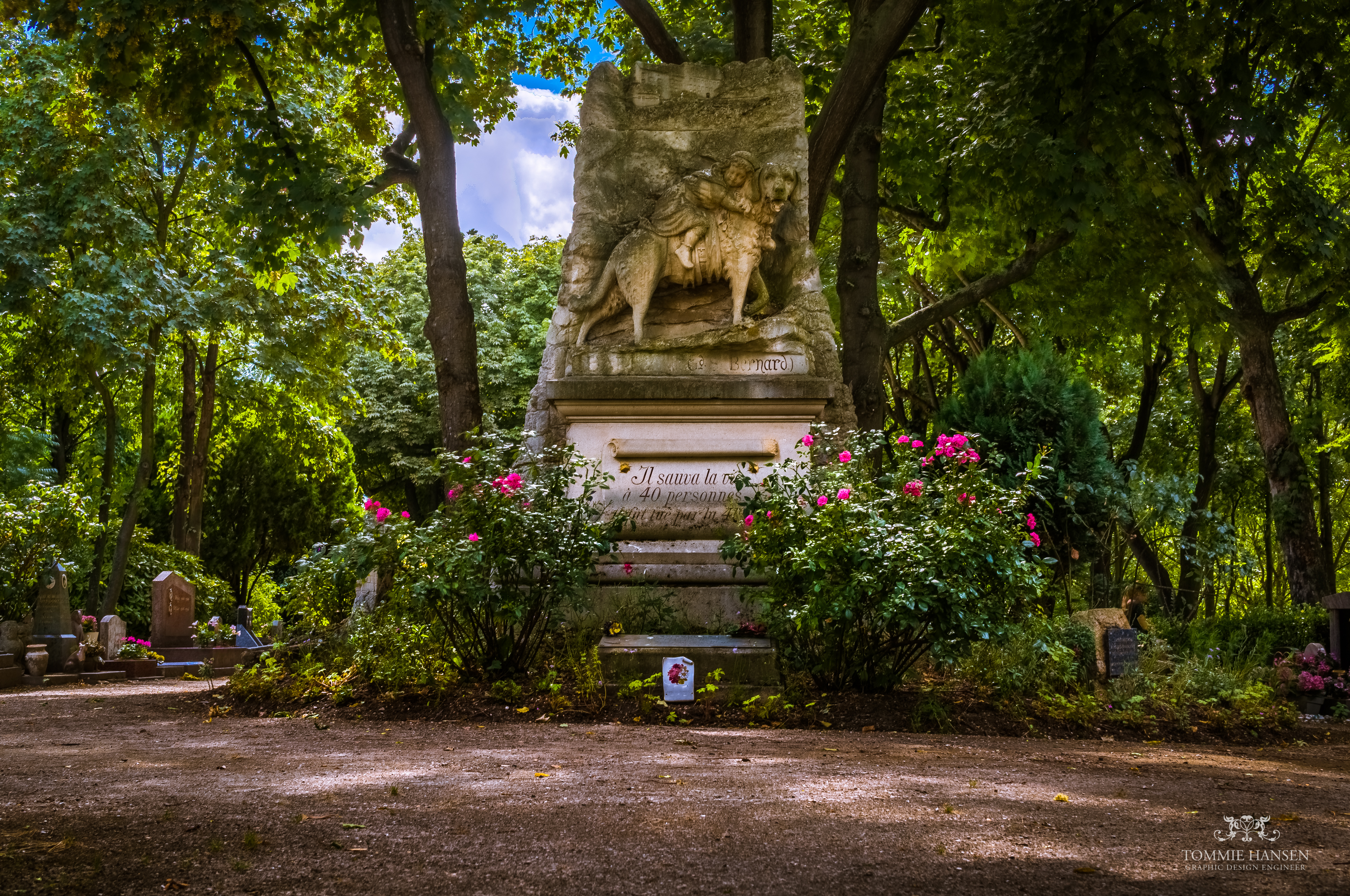
Памятник Барри на кладбище собак во Фpaнции

Доска на памятнике Барри на кладбище собак под Парижем гласит: «Il sauva la vie à 40 personnes. Il fut tué par le 41ème» (с фр. — «Он спас сорок человек, но был убит, пытаясь спасти сорок первого»). Говорят, что в монастырь пришла новость, что швейцарский солдат погиб в горах. Барри искал солдата в течение сорока восьми часов и в конце концов почуял запах человека и начал раскапывать большой снежный сугроб. Он копал до тех пор, пока не откопал солдата, а затем лизнул его в лицо, как был обучен. Проснувшись от этого и вздрогнув, солдат испугался, приняв Барри за волка, и смертельно ранил собаку штыком. В своей «Книге о собаках» 1906 года Джеймс Уотсон приписывает авторство этого слуха Идстону, также известному как преподобный Томас Пирс.
Однако легенда о смерти Барри не соответствует действительности. После двенадцати лет службы Барри доставили к одному монаху в Берне, где он прожил остаток жизни и скончался в возрасте четырнадцати лет.
А. И. Куприн после посещения кладбища написал следующие строки: «Когда смотришь на монумент Барри и читаешь эту воистину прекрасную краткопись, то чувствуешь, как со всех памятников кладбища стирается всё выспреннее, неуклюжее, домодельное, претенциозное и остаются только три старые слова: "Собака – друг человека"».

## Имя
Имя Барри происходит от швейцарско-немецкого «Bäri» (то есть медведь, литературное немецкое Bär), которое в Швейцарии часто дают собакам чёрного окраса. В конце XIX века имя немного изменилось на английский манер и превратилось в «Барри».

## Память

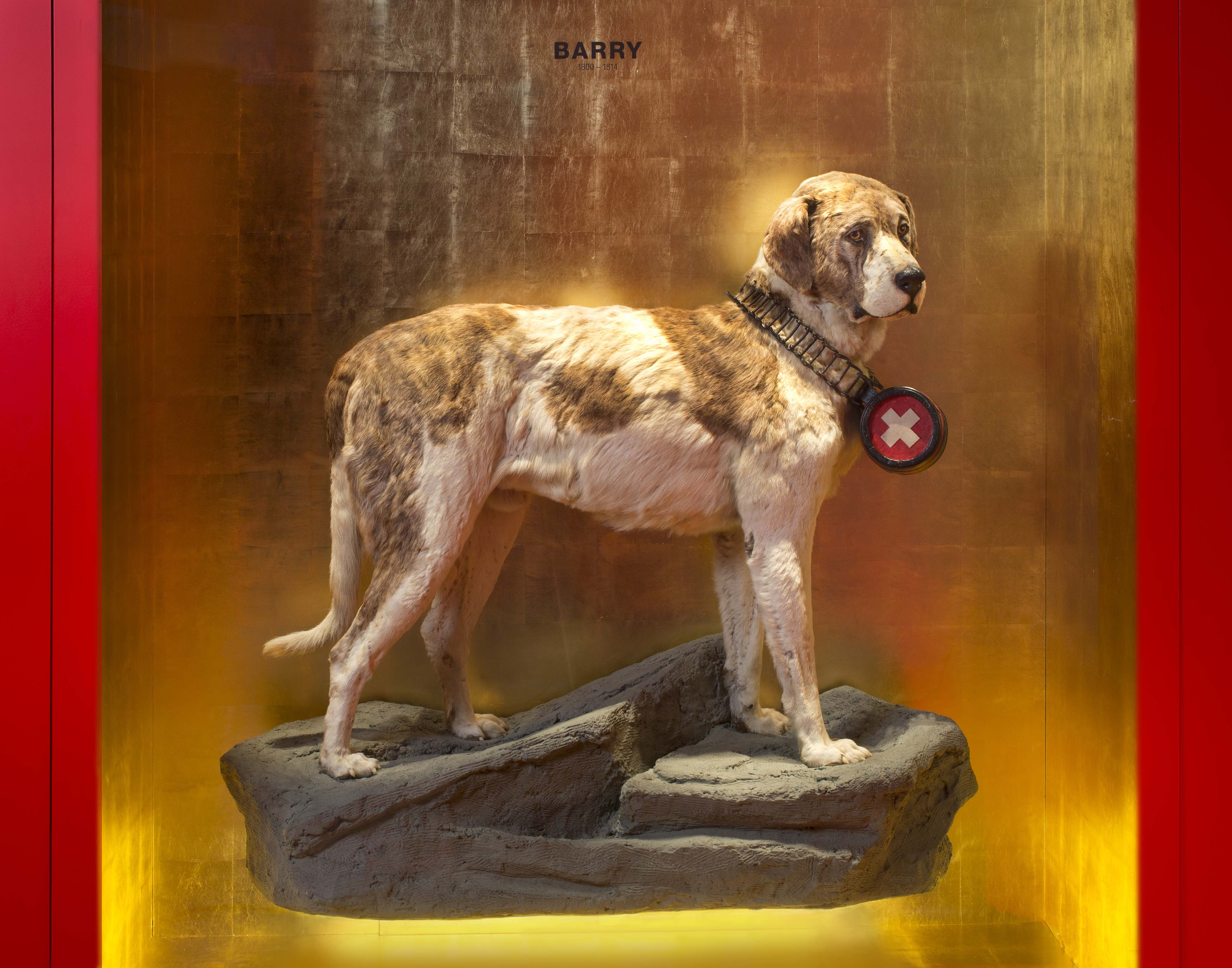
Чучело Барри, выставленное в Бернском музее естественной истории.

После смерти Барри в монастыре св. Бернара вплоть до сегодняшнего дня одна собака всегда носит имя Барри. При жизни Барри его порода не имела конкретного названия. В 1820 году, через шесть лет после смерти Барри, он был назван альпийским мастифом, в то время как встречалось и название альпийский спаниель, записанное примерно в это же время. Английское название этой породы — «священные собаки», в то время как немецкие кинологи предложили название «альпийская собака» в 1828 году. После смерти Барри и вплоть до 1860 года все собаки, подобные Барри, в кантоне Берн назывались «собаками Барри» по его имени. Общепризнанного названия не было до 1865 года, когда для породы был впервые использован термин «сенбернар». Под этим названием в 1880 году сенбернар был признан швейцарским собаководством.
Собаки, использовавшиеся монахами в ущелье Святого Бернара, очень отличались по форме и расцветке от тех, которых мы называем сенбернарами. После того, как порода стала вымирать, монахи стали скрещивать её с другими породами[уточнить], после чего и появились современные сенбернары. Именно поэтому и окрас Барри был не привычным нам светлым, а чёрным.
После смерти Барри его шкура была передана Бернскому музею естественной истории для изготовления чучела, само тело было похоронено. Таксидермисту было поставлена задача изобразить Барри смиренным и кротким, чтобы показать будущим поколениям его добрый нрав.
В 1923 году чучело Барри было реконструировано Георгом Рупрехтом, так как к тому времени стало хрупким и было готово развалиться. Его кожа была сохранена, однако череп подвергся изменениям в соответствии с внешним видом современного сенбернара: морда между носом и лбом стала более плоской, сама голова была увеличена. На шею Барри добавили ошейник с бочонком, дабы популяризировать миф о собаках-спасателях, приносивших алкоголь спасаемым, о котором впервые упоминал Эрвин Ландсир в своей работе «Alpine Mastiffs Reanimating a Distressed Traveller». Ошейник был снят в 1978 году Вальтером Хубером, директором музея, хотя с тех пор он был заменён.
Памятник Барри установлен напротив входа на кладбище собак в Париже.
Барри посвящено стихотворение Сэмюэля Роджерса «Великий сенбернар». Генри Бордо посвятил Барри новеллу «La Neige sur les pas», написанную в 1911 году. Walt Disney Pictures создали телефильм «Барри, великий сенбернар» в 1977 году, на основе его истории была написана детская книга «Барри, храбрый сенбернар», опубликованная в серии «Различные книги для юных читателей».
В честь двухсотлетия Барри в музее была проведена специальная выставка.
До сентября 2004 года в распоряжении монастыря св. Бернара находилось восемнадцать сенбернаров. Фонд Барри был создан с целью создания питомников в деревне Мартиньи, где разводились бы щенки для монастыря. Сейчас в год рождается в среднем двадцать щенков. В 2009 году Фонд открыл в Мартиньи музей сенбернаров, и, чтобы отметить это событие, на открытие было доставлено чучело Барри из Берна. Каждое лето собаки по-прежнему передаются в монастырь, когда перевал открыт для посещения людьми (в первую очередь туристами), и помогают в деле их спасения, хотя в настоящее время последнее осуществляется по большей части с помощью вертолётов.